# 大東鉱山
大東鉱山（だいとうこうざん）は、かつて島根県大原郡大東町阿用（現：雲南市）に存在した鉱山。モリブデン鉱、銅が採掘されていた。1914年（大正3年）に谷治之介名義で採掘を開始。1929年（昭和4年）に太陽曹達株式会社に所有者が変わり、1930年（昭和5年）に本格的に採掘を開始。昭和後期に閉山となっている。

## 大東鉱山の発見
雲南市大東町阿用周辺地域のモリブデン鉱脈が発見されたのは、1912年（明治45年）簸川郡平田町（現：出雲市平田）から大峠由太郎が来訪し、周辺地区の鉱物探査を地元住人2人に依頼したことが切っ掛けである。この探査の際に清久でモリブデン鉱石が発見された。大東鉱山の鉱脈は1914年（大正3年）大東町東阿用大畑で発見された。
また、天叢雲剣が当時の他の剣よりも硬かったのは一因に、モリブデンが含まれているためとの説がある。ひとりのドイツ人が細いのによく切れて頑丈な日本刀に着目し、分析の結果、刀の成分にモリブデンが含まれていることを見つけた。さらに日本神話に登場する『天叢雲剣』に目をつけ、斐伊川上流には何か手がかりがあるのではないかと考え調査したところ、大東町でモリブデン鉱床を発見したとの説もある。

## 沿革
大正3年頃から採掘が始まった。戦時中に軍部の後押しと国策のため、兵器の製造に重要な役割を果たすモリブデンの需要が高まり、全国各地の鉱山でのモリブデン採掘が盛んにおこなわれた。大東鉱山も徴用で多くの労働者が採掘に当り、1941年（昭和16年）頃には選鉱場が必要になり大日本帝国陸軍の後援で北日本鉱業株式会社大東精錬所が浮遊選鉱場をつくり操業を開始した。ここで製錬、缶に詰めた物をトロッコに積んで出荷した。
しかし戦後、北日本鉱業は解散し大東鉱山も休山。昭和21年1月に再開したが、需要の低迷と争論により同年10月休山。その後、モリブデンの平和産業部門への用途が開けて再び需要が高まり、昭和25年朝鮮動乱で過熱化、世界的な戦略物資として需要が増大したため、清久鉱山、大東鉱山、神谷鉱山、東山鉱山と相次いで採掘が再開された。
大東鉱山のモリブデン産出量は、昭和28年8月に月15ｔ、昭和34年12月20ｔ、昭和37年10月28.6ｔと記録され、各鉱山共に昭和35～36年が最盛期と考えられる。大東鉱山は日本の総生産量（精鋼で14,400t）の66％を供給する日本最大のモリブデンの採掘地となった。従業者は大東鉱山再開時は20人だったが、昭和35年3月に106人、39年3月162人と年々増加している。しかし、42年10月に人員整理が行われ、従業者は58人に減った。また高品位の鉱石の減少と国内需要増大に伴う新たな鉱山発見と採掘が困難なこと、貿易の自由化で外国からの安い原石が輸入されたこと、鉱業が他の産業より低賃金なこと等によりさらに人数は減り、ついに1985年（昭和60年）に閉山に追い込まれることとなった。
大東鉱山は閉山後、陶製事業（出雲大東窯）に転業。釉薬にはモリブデン鉱石が使われている。当時を物語るものとして、県道のバス停留所に『大東鉱山前』というのがあり、斜面にはコンクリート造りの建物や鉱山軌道が残っている。
大東町のモリブデン鉱山は、大東鉱山の他に清久鉱山、東山鉱山、神谷（妙中）鉱山の3つがあったが、現在では、大東鉱山と東山鉱山のみ坑口が見られる。

## 鉱毒
操業時は、選鉱の際に白濁した排液が出る。これを沈殿池に溜めて上澄みだけを川に流していたが、川の水が白濁することもしばしばあり問題になっていた。この排水が流される川べりに生える草を飼育する牛に与えていた農家では、牛に白い毛が生えたり、生殖機能が低下したりと色々な障害が出て、農家の需要な収入源である牛を処分せざるを得なくなることもあり、農民組合でも取り上げられ問題になった。だが、大東鉱山での鉱毒は、全国的にモリブデン鉱山が少なく資料も乏しいため、因果関係は解明されず、この問題は自然消滅した。しかし、鉱山側も無視することなく鉱害対策や安全設備に重点を置くようになった。

## 大東鉱山産のモリブデン
大東鉱山産のモリブデン鉱石を形成する鉱物の主な物に石英、黄銅鉱、黄鉄鉱、輝水鉛鉱、絹雲母などがある。
また鉱脈は、古第三紀（約6550万～約2350万年前）の輝水鉛鉱-石英脈のモリブデン鉱脈であった。